# David Hykes
David Hykes (*2. března 1953, Taos, Nové Mexiko) je americký zpěvák nejvíce známý jako jeden z prvních průkopníků alikvotního zpěvu v Evropě. Kromě něho jsou pro rozvoj této techniky na Západě důležití ještě zejména Karlheinz Stockhausen a Michael Vetter. David Hykes svou kariéru zahájil jako experimentální filmař. V roce 1974 objevil svět alikvotních tónů, když v jednom svém filmu použil přístroj k akustickému rozložení lidského hlasu.
Od té doby se začal věnovat alikvotnímu zpěvu a starým technikám a zpěvním tradicím všeobecně. Největší pozornost věnoval tradičním formám alikvotního zpěvu z Tuvy - Khoomei, Mongolska a Tibetu. Kromě toho byl také ovlivněn gregoriánským chorálem a některými moderními evropskými hudebními skladateli (La Monte Young, Steve Reich, Terry Riley). V roce 1975 založil v New Yorku Harmonic Choir, který se později stal jedním z nejvlivnějších těles v oblasti alikvotního zpěvu. V roce 1987 přesídlil do Francie na základě oficiálního pozvání od francouzského ministerstva kultury. Od té doby žije střídavě v Paříži a New Yorku.
Ve své hudbě zúročuje všechny své zkušenosti a ačkoliv silně čerpá ze všech zmíněných tradičních zdrojů, vytváří hudbu, kterou mnozí označují jako novou podobu alikvotního zpěvu. Sám David Hykes vytvořil pro svou hudbu i nový název - harmonický zpěv. Jeho přístup k alikvotnímu zpěvu je hodně spojen a spojován s mystikou, především s učením G. I. Gurdjieffa a také s filozofií hnutí New Age, ačkoliv toto druhé spojení sám Hykes odmítá.
David Hykes se podílel také na hudbě k několika filmům, z nichž mezi nejznámější nejspíš patří Společnost mrtvých básníků a Baraka.

## Diskografie
- Hearing Solar Winds (1983)
- Current Circulation (1984)
- Harmonic Meetings (1986)
- Windhorse Riders (1989)
- Let the Lover Be (1991)
- True to the Times (How to Be?) (1993)
- Earth to the Unknown Power (1996)
- Breath of the Heart (1999)
- Rainbow Dances (2002)
- Hearing Solar Winds (remaster) (2003)
- Harmonic Meditations (2005)
- Harmonic Worlds (2007)
- Harmonic Mantra (2011)

## Hudba k filmu
- Baraka (skladba Rainbow voice z alba Hearing Solar Winds)
- Společnost mrtvých básníků (skladba Rainbow voice)
- Travellers and Magicians (skladby Times to the True a Special Times Three)
- The Yatra Trilogy
- Vajra Sky Over Tibet
- Ghost
- Meetings with Remarkable Men
- Voyage of Time (skladba Ascending And Descending z alba Hearing Solar Winds)